# Chiloglanis reticulatus
Chiloglanis reticulatus es una especie de peces de la familia Mochokidae en el orden de los Siluriformes.

## Morfología
Los machos pueden llegar alcanzar los 4,2 cm de longitud total.

## Hábitat
Es un pez de agua dulce.

## Distribución geográfica
Se encuentran en África: noroeste de la cuenca del río Congo en el Camerún y la República Democrática del Congo.